# Brandon Prust
Brandon Raymond James Prust (* 16. März 1984 in London, Ontario) ist ein ehemaliger kanadischer Eishockeyspieler und -trainer, der im Verlauf seiner aktiven Karriere zwischen 2002 und 2017 unter anderem 539 Spiele für die Calgary Flames, Phoenix Coyotes, New York Rangers, Canadiens de Montréal und Vancouver Canucks in der National Hockey League auf der Position des linken Flügelstürmers bestritten hat.

## Karriere

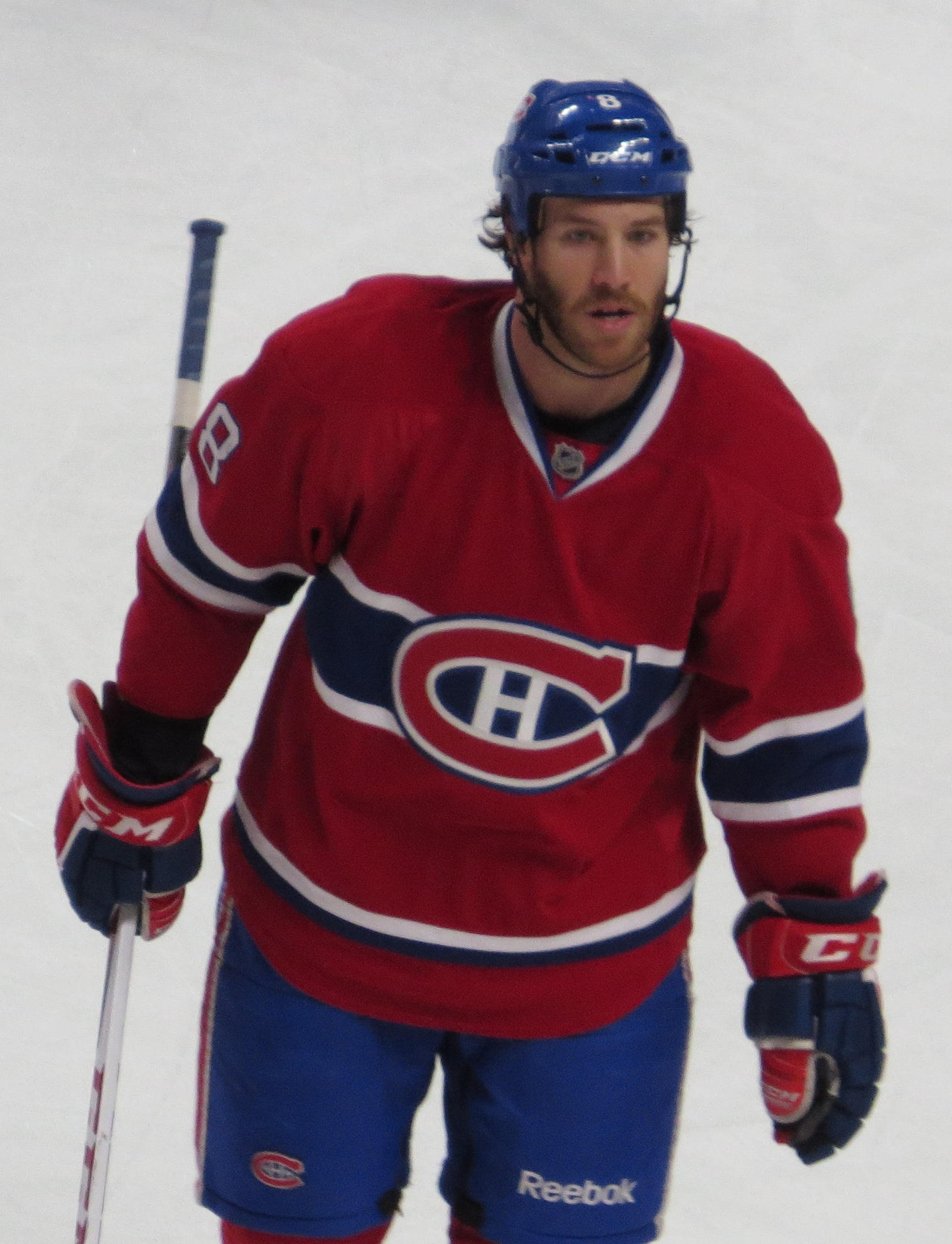
Prust im Trikot der Canadiens de Montréal

Brandon Prust begann seine Karriere als Eishockeyspieler in seiner Heimatstadt bei den London Knights aus der Ontario Hockey League, für die er von 2002 bis 2005 insgesamt drei Jahre lang spielte. In seiner letzten Saison bei den Knights gewann er mit seiner Mannschaft sowohl den J. Ross Robertson Cup als auch den Memorial Cup. Der Flügelspieler wurde während des NHL Entry Draft 2004 von den Calgary Flames als insgesamt 70. Spieler in der dritten Runde ausgewählt.
In seinen ersten beiden Jahren in Calgary spielte Prust hauptsächlich für deren damaliges Farmteam aus der American Hockey League, die Omaha Ak-Sar-Ben Knights. Sein Debüt in der National Hockey League gab der Kanadier am 1. November 2006 in einem Spiel gegen die Detroit Red Wings. Insgesamt spielte er zehn Mal in der NHL in seiner Premierensaison. Im Verlauf der Saison 2007/08 wurde der Angreifer nicht in Calgarys NHL-Team berufen und so spielte er ausschließlich für das neue Farmteam Calgarys, die Quad City Flames, für die er 79 Partien absolvierte. Ab Sommer 2008 stand Prust wieder im NHL-Kader der Calgary Flames, ehe er am 4. März 2009 an die Phoenix Coyotes abgegeben wurde. Im Tausch für Jim Vandermeer wurde der Flügelspieler am 27. Juni 2009 von den Flames zurückgeholt.
Im Februar 2010 wechselte er im Tausch gegen zwei Spieler zusammen mit Olli Jokinen zu den New York Rangers. In drei Spielzeiten bestritt er 190 Spiele mit den Rangers und erzielte dabei 55 Punkte, wobei er gleichzeitig 381 Minuten auf der Strafbank verbrachte. Am 1. Juli 2012 wurde Prust als Free Agent von den Canadiens de Montréal verpflichtet, mit denen er einen Vierjahresvertrag unterzeichnete.
Im Juli 2015 wurde Prust samt einem Fünftrunden-Wahlrecht für den NHL Entry Draft 2016 an die Vancouver Canucks abgegeben, die ihrerseits Zack Kassian nach Montréal transferierten. Nachdem sein Vertrag in Vancouver ausgelaufen war, gaben die Nürnberg Ice Tigers Ende November 2016 bekannt, den Kanadier bis zu Ende der Saison verpflichtet zu haben. Im August 2017 erhielt er einen Probevertrag bei den Los Angeles Kings aus der NHL, dieser mündete allerdings nicht in einem festen Engagement, sodass er seine aktive Karriere Ende November 2017 für beendet erklärte. Daraufhin wechselte er in den Trainerstab seines einstigen Juniorenklubs London Knights aus der OHL.

## Erfolge und Auszeichnungen
- 2005 J.-Ross-Robertson-Cup-Gewinn mit den London Knights
- 2005 Memorial-Cup-Gewinn mit den London Knights

## Karrierestatistik
(Legende zur Spielerstatistik: Sp oder GP = absolvierte Spiele; T oder G = erzielte Tore; V oder A = erzielte Assists; Pkt oder Pts = erzielte Scorerpunkte; SM oder PIM = erhaltene Strafminuten; +/− = Plus/Minus-Bilanz; PP = erzielte Überzahltore; SH = erzielte Unterzahltore; GW = erzielte Siegtore; 1 Play-downs/Relegation; Kursiv: Statistik nicht vollständig)